# Rowland-Gletscher
Der Rowland-Gletscher ist ein Gletscher in der antarktischen Ross Dependency. In der Queen Elizabeth Range des Transantarktischen Gebirges fließt er an der Nordseite der Frigate Range in östlicher Richtung zum Lowery-Gletscher.
Der United States Geological Survey kartierte ihn anhand eigener Tellurometervermessungen und mit Hilfe von Luftaufnahmen der United States Navy aus den Jahren zwischen 1960 und 1962. Das Advisory Committee on Antarctic Names benannte ihn 1966 nach Robert W. Rowland, Glaziologe des United States Antarctic Research Program auf der Amundsen-Scott-Südpolstation in zwei antarktischen Sommerkampagnen zwischen 1962 und 1964.